# Мелехов Починок
Мелехов Починок — упразднённая деревня в Тотемском районе Вологодской области.
Входила в состав Мосеевского сельского поселения, с точки зрения административно-территориального деления — в Середской сельсовет.
Расстояние до районного центра Тотьмы по автодороге — 73 км, до центра муниципального образования деревни Мосеево по прямой — 30 км. Ближайшие населённые пункты — Великодворская, Вершининская, Середская.
По данным переписи в 2002 году постоянного населения не было.
27 февраля 2021 года упразднена.